# Río Aboño
El río Aboño (o Cigoña) es un corto río costero del norte de España que discurre por el centro de Asturias. 

## Hidronimia
El origen de su nombre, coincidente con el de una población del concejo de Carreño, estaría, según Xosé Lluis García Arias, en la adjetivación del nombre de persona APONIUS para referirse a una propiedad, aunque parece más probable que derive del céltico ABONEUM "río" como el Avon (antiguo ABONA).

## Curso
El río Aboño nace en el concejo de Llanera, concretamente en la parroquia de Villardeveyo y tras atravesar la parroquia gijonesa de San Andrés de los Tacones, donde sus aguas son embalsadas en el embalse homónimo, su cauce continúa a través de Fresno, Veriña y se adentra ya en Carreño en la parroquia de Carrió, desembocando en la ría de Aboño y el mar Cantábrico tras recorrer unos 15,6 km.
Hasta el desarrollo industrial que presentó Asturias a mediados del xx la ría de Aboño era navegable hasta la altura de San Andrés de los Tacones, siendo Tacones una alteración de estacones («estacas grandes») ya que estas caracterizaban en otras épocas el paisaje de la parroquia, pues las marismas llegaban hasta la zona,  de hecho, este curso de agua aún se usaba en el siglo xviii como vía de transporte de mercancías hasta su desembocadura. Los estacones se emplearían o bien para amarrar las barcas, o bien para contener las aguas del río.

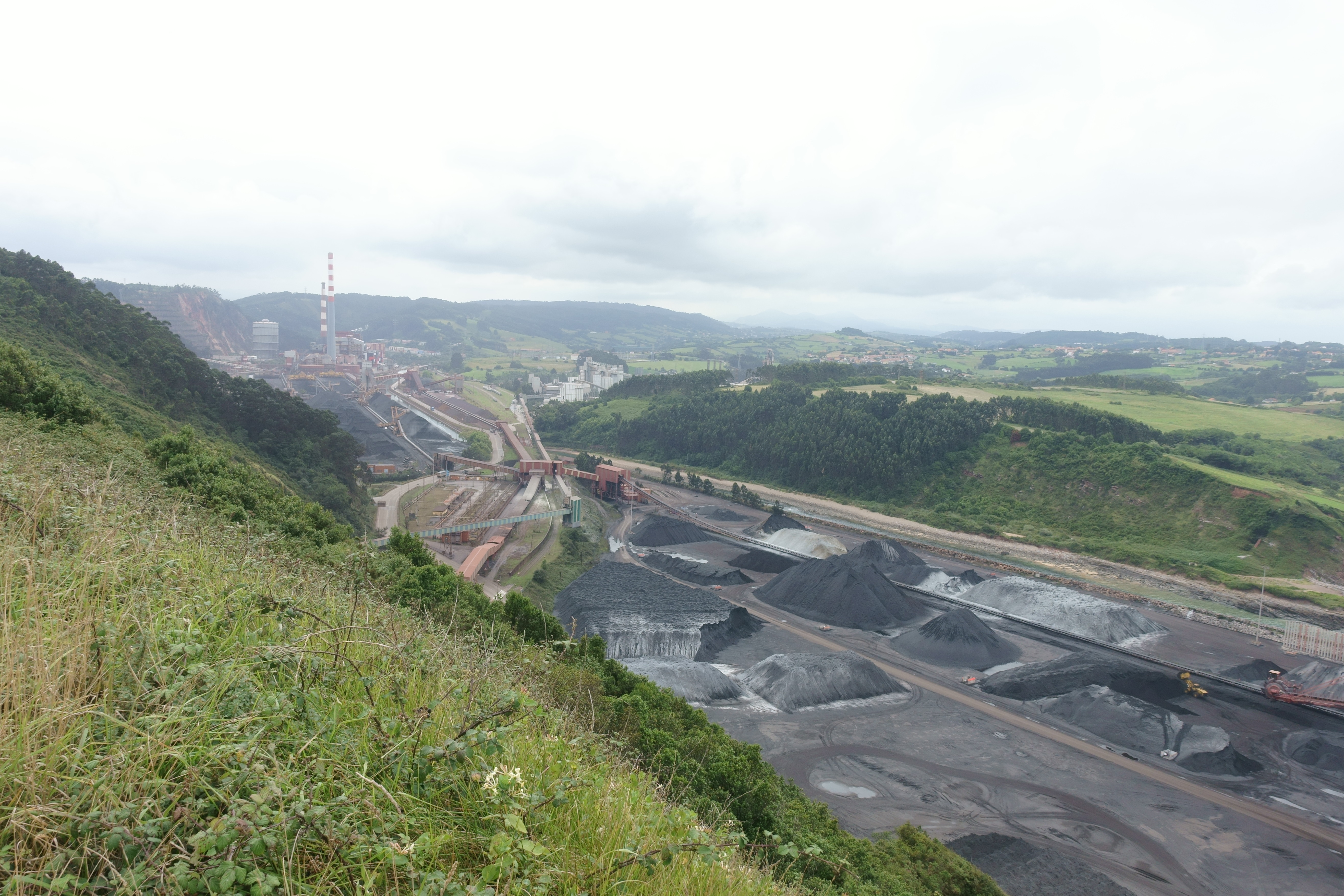
Aspecto actual de la desembocadura en la ría de Aboño, completamente modificada para albergar el parque de carbones del puerto de El Musel. Se aprecia tras el parque carbonero el río canalizado con la pérdida medioambiental que ello conllevó.

Sus afluentes principales son los ríos Frade y Pinzales.
Aparece descrito en el primer volumen del Diccionario geográfico-estadístico-histórico de España y sus posesiones de Ultramar de Pascual Madoz con las siguientes palabras:

ABOÑO: r. en la prov. de Oviedo, tiene su principal origen en el l. de Grandarrasa de la parr. de S. Martin de Anes del conc. de Siero; corre de S. á N. dividiendo dicha parr. de la de Sta. Maria Magdalena de Ruedes, del conc. de Gijon. Es de escaso caudal hasta que reuniéndosele en el l. de Fontaciera las muchas aguas que allí se derraman, se le tiene como de alguna consideracion en los l. de Rebollado y Sotiello de la Abadia de Cenero: en la Rebollada, forma sobre él un puente el camino carretero real de Gijon á Oviedo que le cruza, y en Sotiello pasa por debajo de otro puente, de que usan los vec. de los pueblos inmediatos. Entra luega en la parr. de Fresno donde hay un puente de piedra, llega á la de Poao ó Pago, deslizandose por bajo de dos puentes, uno de madera llamado de Arniella tan útil, que el ayunt. de Gijon y la parr. tratan de hacerle de mas solidez, y el otro sobre el camino real de dicha v. de Gijon á la de Avilés, de piedra de sillería con tres arcos, uno grande y dos mas pequeños. Desde aquí va á desaguar al mar despues de un curso de 2 leg. En el intérvalo que media desde el último de los referidos puentes al mar se encuentra la barca denominada de Abroño en el camino real de Gijon á Candas y Luanco, y se enriquece con las aguas del r. Concarral: cria buenas truchas y algunas anguilas que por lo regular se llevan á vender á Gijon.
(Madoz, 1845, p. 59)

## Fauna
Según muestreos de pesca eléctrica acometidos entre los años 1997 y 2019, referencias bibliográficas y comunicaciones orales fidedignas, en el río Aboño se han detectado especímenes de anguila y gobio.